# Inter-Provincial Championship 2019
Die Inter-Provincial Championship 2019 (aus Sponsoringgründen auch Test Triangle Inter-Provincial Championship 2019) ist die siebte Saison des nationalen First-Class-Cricket-Wettbewerbes in Irland der vom 28. Mai bis zum 29. August 2019 ausgetragen wird. Es ist die dritte Austragung des Wettbewerbes, die vom Weltverband International Cricket Council First-Class Status verliehen bekommen hat.

## Format
Jede Mannschaft spielt gegen jede andere jeweils zwei Mal. Für einen Sieg gibt es 16 Punkte, für ein Remis 3 und für ein unentschieden 8 Punkte. Des Weiteren gibt es Bonuspunkte in den jeweils ersten 100 Over im ersten innings für erfolgreiches Batting und Bowling.

## Resultate
Tabelle
| Teams               | Sp. | S | N | U | R | A | BP | Punkte |
| ------------------- | --- | - | - | - | - | - | -- | ------ |
| Leinster Lightning  | 4   | 0 | 0 | 0 | 4 | 0 | 28 | 40     |
| Northern Knights    | 4   | 0 | 0 | 0 | 3 | 1 | 26 | 35     |
| North West Warriors | 4   | 0 | 0 | 0 | 3 | 1 | 24 | 33     |

Spiele
| 28. – 30. Mai Scorecard | Comber | North West Warriors 234-7 (104) | – | Northern Knights |
|                         |        | Remis                           |   |                  |

| 17. – 19. Juni Scorecard | Bready | North West Warriors 135 (59.3) | – | Leinster Lightning 154-5 (55.4) |
|                          |        | Remis                          |   |                                 |

| 30. Juli – 1. August Scorecard | Dublin | Northern Knights 332 (106.5) & 131 (60.5) | – | Leinster Lightning 324-8d (76.3) |
|                                |        | Remis                                     |   |                                  |

| 6. – 8. August Scorecard | Belfast | Northern Knights 150-4d (41.3) | – | Leinster Lightning 217-7 (53.4) |
|                          |         | Remis                          |   |                                 |

| 12. – 14. August Scorecard | Dublin | Leinster Lightning 131 (45.4) | – | North West Warriors 168-9 (66) |
|                            |        | Remis                         |   |                                |

| 27. – 29. August Scorecard | Bready | North West Warriors | – | Northern Knights |
|                            |        | Abgesagt            |   |                  |